# Laubwälder der Königshainer Berge
Laubwälder der Königshainer Berge este o arie protejată (arie specială de conservare — SAC, sit de importanță comunitară — SCI) din Germania întinsă pe o suprafață de 203 ha, integral pe uscat.

## Localizare
Centrul sitului Laubwälder der Königshainer Berge este situat la coordonatele 51°11′40″N 14°50′25″E / 51.1944°N 14.8403°E.

## Înființare
Situl Laubwälder der Königshainer Berge a fost declarat sit de importanță comunitară în iunie 2002 pentru a proteja 3 specii de animale. Situl a fost protejat și ca arie specială de conservare în aprilie 2011.

## Biodiversitate
Situată în ecoregiunea continentală, aria protejată conține 6 habitate naturale: Lacuri eutrofice naturale cu vegetație de tip Magnopotamion sau Hydrocharition, Cursuri de apă de la nivel de câmpie la nivel montan, cu vegetație Ranunculion fluitantis și Callitricho-Batrachion, Pante stâncoase silicioase cu vegetație casmofită, Păduri de fag Luzulo-Fagetum, Păduri de stejar sau de stejar și carpen sub-atlantice și medio-europene de Carpinion betuli, Păduri aluvionare cu Alnus glutinosa și Fraxinus excelsior (Alno-Padion, Alnion incanae, Salicion albae).
La baza desemnării sitului se află mai multe specii protejate:
- mamifere (2): liliac cârn (Barbastella barbastellus), liliac comun (Myotis myotis)
- pești (1): cicar (Lampetra planeri)